# Saint-Maurice-sur-Adour
Saint-Maurice-sur-Adour é uma comuna francesa na região administrativa da Nova Aquitânia, no departamento Landes. Estende-se por uma área de 9,61 km². Em 2010 a comuna tinha 613 habitantes (densidade: 63,8 hab./km²).